# Iphiaulax pheres
Iphiaulax pheres är en stekelart som beskrevs av Cameron 1904. Iphiaulax pheres ingår i släktet Iphiaulax och familjen bracksteklar. Inga underarter finns listade i Catalogue of Life.